# Счастливый (фрегат, 1793)
«Счастливый» — парусный 36-пушечный фрегат Черноморского флота Российской империи.

## Описание фрегата
Один из девятнадцати 34-38-пушечных парусных фрегатов российского флота. Длина судна составляла 37,8 метра, ширина по сведениям из различных источников от 10,4 до 10,5 метра, а осадка — 4,3 метра. Вооружение судна состояло из 36-и орудий, а экипаж из 276-ти человек.

## История службы
Фрегат был заложен на Херсонской верфи 27 января (7 февраля) 1793 года и после спуска на воду 18 (29) сентября 1793 года вошёл в состав Черноморского флота России. Строительство вёл корабельный мастер А. С. Катасанов. В 1794 году фрегат был переведён из Херсона в Севастополь. C 1795–1797 год выходил в практические плавания в Чёрное море.
Принимал участие в войне с Францией 1798–1800 годов. 13 (24) августа 1798 года вышел из Севастополя в составе эскадры вице-адмирала Ф. Ф. Ушакова и 24 августа (4 сентября) прибыл в Буюк-дере. В составе объединенного русско-турецкого флота  20 сентября (1 октября) покинул пролив Дарданеллы и взял курс на Архипелаг. 24 сентября (5 октября) отделился от флота и в составе отряда капитан-лейтенанта И. А. Шостака ушёл к острову Цериго, куда прибыл к 28 сентября (9 октября). С судов отряда велась бомбардировка крепости Сан-Николо и проведена высадка десанта, взявшего крепость. К 1 (12) октября отряд перешёл к крепости Капсала и высадил десант, который при поддержке корабельной артиллерии захватил крепость. 13 (24) октября фрегат в составе флота подошёл острову Занте, где, подойдя к берегу в составе отряда капитан-лейтенанта И. А. Шостака, принимал участие в высадке десанта. Артиллерийским огнём судов флота были подавлены береговые батареи, и крепость капитулировала. 14 (25) октября отделился от флота в составе отряда капитана 2-го ранга И. С. Поскочина и ушёл к острову Кефалония, где 16 (27) октября высадил десант, который на следующий день почти без боя овладел островом. Пленные французы на фрегате были отправлены в порт Епакта, после чего «Счастливый» вернулся в состав эскадры Ф. Ф. Ушакова, к которой присоединился у крепости Святой Мавры. 9 (20) ноября суда эскадры прибыли к Корфу и присоединились к блокаде крепости с моря.
4 (15) января 1799 года в составе отряда вице-адмирала П. В. Пустошкина вышел в крейсерство в район Влёра — Новая Рагуза для поиска неприятельских судов, 12 (23) февраля вернулся в Корфу. 16 (27) февраля совместно с турецким фрегатом вышел в крейсерское плавание к Бриндизи и 2 (13) марта захватил 8-пушечный французский бриг «Александр», доставлявший из Анконы в Александрию депеши для генерала Бонапарта. 23 апреля (4 мая) фрегат вошёл в состав подошедшего к Бриндизи отряда капитана 2-го ранга А. А. Сорокина и вместе с ним ушёл к городу Мола. После бомбардировки города с судов отряда, Мола капитулировал. 2 (13) мая отрядом А. А. Сорокина был также захвачен город Бари. 8 (19) мая суда отряда прибыли в Манфредонию, где 9 (20) мая высадили десант, дошедший под командованием капитана 2-го ранга Г. Г. Белли до Неаполя. Фрегат вернулся в Корфу и 17 (28) июля ушёл в Черное море, конвоируя транспортные суда. По прибытии в Николаев фрегат был загружен провиантом для эскадры и летом 1800 года ушёл в Средиземное море. Однако разминулся по дороге с эскадрой Ф. Ф. Ушакова, возвращавшейся в Россию, за что командир фрегата впоследствии был арестован. Фрегат дошёл до острова Занте и, взяв обратный курс, 7 (18) ноября прибыл в Одессу, а после — в Николаев.
В 1801 году на фрегате выполнялись промерные работы и опись побережья. В 1802 и 1803 годах «Счастливый» находился в Николаеве, а 1804 году совершал практические плавания между Николаевом и Очаковом c гардемаринами на борту. После 1805 года фрегат был разобран в Николаеве.

## Командиры
В разное время командирами фрегата «Счастливый» служили:
- Г. Г. Белли (1793—1799 годы).
- К. Е. Рубуш (до октября 1800 года).
- П. А. Адамопуло (с октября 1800 года по 1803 год).
- Т. А. Матвеев (1804 год).